# Voerså
Voerså is een plaats in de Deense regio Noord-Jutland, gemeente Frederikshavn. De plaats telt 576 inwoners (2008).